# Oliver Winchester

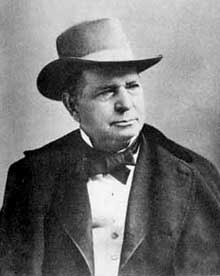
Oliver Winchester

Oliver Fisher Winchester (* 30. November 1810 in Boston, Massachusetts; † 11. Dezember 1880 ebenda) war ein US-amerikanischer Geschäftsmann und Politiker.

## Leben und Wirkung
Winchester, gelernter Schreiner, machte sein Geld als Hemdenfabrikant und investierte es 1854 in die neu gegründete „Volcanic Repeating Arms Company“, die das Volcanic-Gewehr, ein frühes Repetiergewehr, produzierte. Um 1857 gingen die Volcanic-Werke bankrott und Winchester wurde der Hauptaktionär, verlagerte sie nach New Haven und änderte den Namen in „New Haven Arms Company“. Er beauftragte Benjamin Tyler Henry, den Volcanic Unterhebelrepetierer zu verbessern. Das Resultat war das Henry-Rifle, benannt nach Winchesters Werksmeister. Die Firma wurde kurz zu „New Haven Repeating Arms Company“ umbenannt und stellte das Henry-Gewehr während des Bürgerkrieges her. Winchester konnte während des Bürgerkrieges ca. 13.000 Stück im Kaliber.44 Henry Flat absetzen. Nach dem Krieg nahm Winchester größeren Einfluss auf die Geschicke der Firma, welche reorganisiert und 1866 in „Winchester Repeating Arms Company“ umbenannt wurde. Das erste Winchester-Gewehr war das Modell 1866, eine gründliche Überarbeitung des Henry-Gewehrs mit einem verbesserten Systemkasten. Die Waffe erhielt nun eine seitliche Ladeklappe und das Röhrenmagazin musste nun nicht mehr umständlich von vorn geladen werden.
Von dem Modell 1866 erhoffte sich Winchester lukrative Aufträge der Armee. Die bekam er schließlich, allerdings von der Regierung des Osmanischen Reichs, statt von der eigenen. Winchester verkaufte ab 1870 ca. 50.000 1866er-Gewehre und Karabiner an das Osmanische Reich. Dieser Kontrakt rettete die damals vor dem Aus stehende Firma, denn das amerikanische Militär sah zu dem Zeitpunkt keine größere Verwendung für die Winchester-Repetierer. Obwohl Repetierer zum Teil auch im Bürgerkrieg Verwendung fanden (meist privat von den Soldaten angeschafft wegen der überlegenen Schussfolge und Patronenzahl), vertraute die US Army mehr auf getestete Technologien und erwarb erprobte Schusswaffen. Erst das verbesserte und stärkere Modell 1876 wurde in Nordamerika offizielles Militärgewehr – allerdings wieder nicht in den USA, sondern in Kanada.
Winchester war auch in der Politik aktiv und diente als City Commissioner von New Haven, republikanischer Wahlmann bei der Präsidentschaftswahl 1864 sowie als Vizegouverneur von Connecticut zwischen 1866 und 1867.
Des Weiteren gilt Winchester als Erfinder des sogenannten Winchesterkragens. Beim Winchesterkragen sind sowohl der Kragen als auch die Manschetten eines Hemdes weiß.

## Das Winchester-Gewehr und das Geschick der Firma
(siehe auch den Hauptartikel Winchester (Gewehr))
„The Gun that won the West“: Auch wenn Karl May es glauben macht, das „Henry-Rifle“ ist nicht das Gewehr, das den „Wilden Westen“ erobert hat. Sicher spielten Winchesters Gewehre im amerikanischen Bürgerkrieg (1861–1865) schon eine kleine Rolle („Das Gewehr, das sonntags geladen wird und die ganze Woche schießt“), aber die wenigsten konnten sich solch eine Waffe leisten. 1878 kostete z. B. ein Modell 1866 20 $ und ein 76er Jagdgewehr sogar 35 $, wobei ein Cowboy damals nur ca. 30 $ im Monat verdiente.
Auch die Leistung der Munition für die Gewehre war noch nicht besonders hoch, so dass die meisten Trapper, Jäger, Cowboys und Siedler immer noch einschüssige Vorder- oder Hinterlader in starken Kalibern bevorzugten. Erst als 1873 die Firma Colt ihren Revolver 1873 SAA (das berühmte Modell „Peacemaker“) im Kaliber.44-40 herausbrachte, begann auch der Siegeszug des Winchester-Gewehrs: Denn ebenfalls 1873 kam Winchesters Modell 1873 in eben demselben Kaliber auf den Markt, und die wenigsten Cowboys wollten mehrere Munitionssorten mit sich herumschleppen. Als es nun möglich war, ein und dasselbe Kaliber aus Revolver und Gewehr zu verschießen, war dies ein enormer Kaufanreiz, auch wenn das Modell 1873 mit Revolvermunition eigentlich keine geeignete Jagdwaffe darstellt – der Titel „The Gun that won the West“ gebührt also der Winchester 1873.

## Trivia

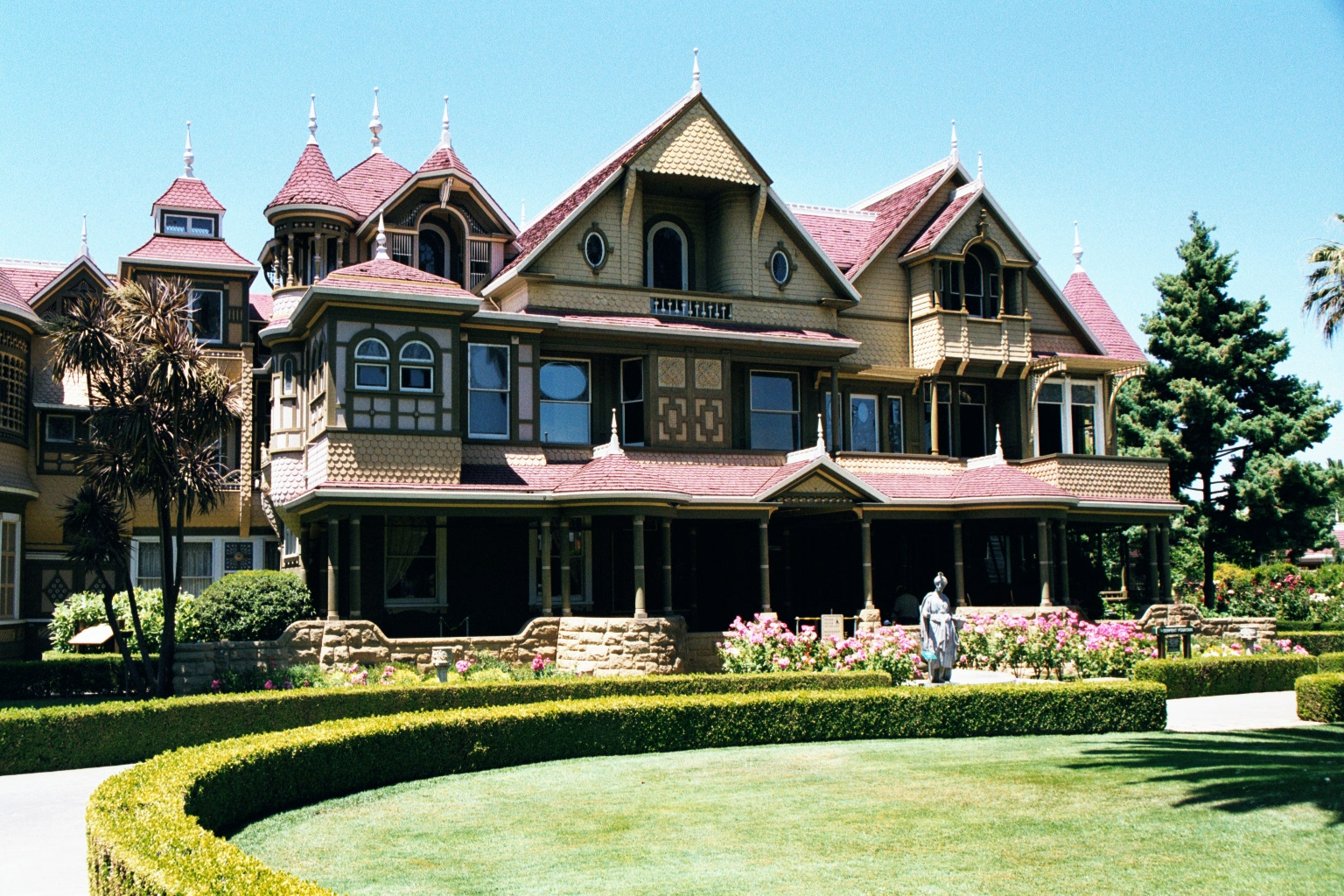
Das Winchester Mystery House der Sarah Winchester in San Jose

Sarah Winchester, die Frau von William, dem Sohn von Oliver, erfuhr durch ein Medium, dass die Familie von den Geistern der mit Winchester-Repetierern Getöteten verflucht sei, und zog nach Kalifornien. Dort errichtete sie mit ihrem Erbe eine verwinkelte Villa, mit Treppen und Türen, die teilweise ins Nichts führen, um die Geister, die Rache suchten, zu verwirren.
Die Geschichte fand Eingang in die Folge "Haus des Schreckens (131) der Hörspielserie Die drei ???. Allerdings wurde der Name "Winchester" in "Marriott" abgewandelt.
2018 erschien zudem der Film Winchester – Das Haus der Verdammten von Peter und Michael Spierig mit Helen Mirren in der Rolle der Sarah Winchester.